# Київський ранок
«Ки́ївський ра́нок» — ранкова програма Київської регіональної філії Суспільного мовника, а тепер Київська програма Центрального телебачення, яка є обов'язковою для всіх регіональних філій НСТУ. Ефір з 7 до 9 ранку із трьома блоками новин «За Київським часом».
«Київський ранок», який раніше виходив під назвою «Рано вранці», перезапустили у січні 2018 року. Новини програми «За київським часом» виходять тричі о 07:30, 08:00 та 08:30.

## Аудиторія
Цільова аудиторія програми — жителі Київщини та столиці.

## Редакція
Першими ведучими ранкової програми були: ведучий ранкового шоу «Місто прокидається» на телеканалі LIVE і журналіст Українського радіо Тарас Чечко, журналістка та ведуча телеканалу «Україна 24» Юлія Біляченко та Руслана Корнілова. Серед інших ведучих були українська блогерка та ведучий Music Box Ukraine Дмитро Анділахай.
У штаті ранкової програми 30 працівників. Шеф-редакторка проєкту — Марія Штогрин, яка раніше працювала в українській службі ВВС. У січні 2018 її запросили на Суспільне очолити редакцію ранкової програми. Випусковим редактором є Олександр Опанасенко, заслужений журналіст України.
Серед ведучих є відомі блогери та артисти. У вересні 2018 року до програми долучилася Тетяна Воржева, відома українська співачка, учасниця «Фабрики зірок — 3» та екс-учасниця українського гурту Real-O. Того ж місяця у студії «Київського ранку» з'являється український діджей Саня Димов, автор музичної програми на українському радіо NRJ Україна.
Також серед ведучих журналіст, автор спортивної рубрики Ігор Мартиненко, який працює на телеканалі понад 5 років та PR-експерт Юліана Глава, яка опікується музичними напрямами програми. У лютому 2019 до складу ведучих увійшов український блогер, фронтмен гурту Nravitsa Planet Іван Марунич. У 2019 році до колективу долучився ведучий Антон Житлов.
Також до редакційної колегії входить редактор Марина Ткаченко, Наталія Рогач та Олена Гусєва.
Ранкові новини «За Київським часом» готує Аліна Волкова та Катерина Сидорчук.

## Гості програми та рубрики
Щодня в ефірі програми виходять декілька постійних рубрик. «Кінорубрика», якою опікується Валентина Коблюк, висвітлює останні важливі події у світі кіно. Рубрика виходить щовівторка та щочетверга.
«Цей день» — рубрика автора Олени Гусєвої з'являється в ефірі щодня. Вона розповідає про важливі історичні події та відомих людей Київщини та України, а також громадських та культурних діячів.
«Сільва» — науково-популярна рубрика, яку готує журналіст Євген Золотухін. Щоп'ятниці він розповідає про природні та наукові явища із собакою Сільвою, а в понеділок та середу про новини технологій.
«Спортивний огляд» — готує журналіст Ігор Мартиненко, де розповідає про спортивні новини та відвідує події.
Під час роботи на телеканалі ведуча Діана Глостер вела відеоблог про роботу на «Київському ранку». Також до ефіру долучалися відомі культурні діячі ведучими в спецпроєкті «Зірковий ефір»: гурт «Patsyki z Franeka», блогер «Люда з Голівуда», Діана Глостер, Тетяна Воржева та Іван Марунич.
Серед гостей програми були не лише культурні, громадські діячі Київщини, але й блогери-мільйонники та відомі українські артисти та суспільно-важливі діячі. До ефіру долучилася українська співачка Ассія Ахат, співак Melovin, театр абсурду «Воробушек», український блогер Андрій Трушковський, український рок-музикант, лідер рок-гурту O. Torvald Євген Галич, українська фітнес-блогерка Анастасія Святокум, відома під псевдонімом Stellabambam, фронтмен гурту «АДАМ» Михайло Клименко.
Про материнство в ефірі «Київського ранку» розповідала блогерка Аліна Шаманська, про кулінарію — відеоблогер Ольга Матвій.
Також гостями програми стали співзасновники українського пабліка «G.r.u.p.p.i.r.o.v.k.a» Олексій Трюхан та Марія Денисова. До ефіру також долучалися українські електронні артисти Latexfauna, Cape Cod, блогерка Анастасія Нікіфорова, засновник українського марафону «Run Ukraine» Дмитро Черніцький, засновниця бренду «Kachorovska» Аліна Качоровська, автори проєкту «ДТП.Київ. ЮА», український гурт Yuko, гурт «Bahroma», топ-блогерка та PR-експерт Еліна Крупська, блогерка Марія Тимошенко, український співак Роман Веремейчик, український актор В'ячеслав Довженко, український співак Денис Реконвальд, українська модель, «Міс Європа» Наталія Варченко, українська модель, міс Україна Поліна Ткач, блогер, співзасновник Komandda.com Олександр Ляпота.